# Акбеїт (Райимбецький район)
Акбеї́т (каз. Ақбейіт) — село у складі Райимбецького району Алматинської області Казахстану. Входить до складу Сарижазького сільського округу.
У радянські часи село називалось СПТУ 9.
Населення — 225 осіб (2021; 289 у 2009, 391 у 1999, 352 у 1989).